# Operation
Operation — второй студийный альбом немецкой хард-прог-группы Birth Control, выпущенный в 1971 году на лейбле Ohr. Автором практически всех песен и композиций выступил гитарист Бруно Френзель. Это последний альбом, записанный с участием клавишника Рейнхольда Собботты; вскоре после его выхода он покинул группу.

## Список композиций
| №  | Название                        | Автор(ы)         | Длительность |
| -- | ------------------------------- | ---------------- | ------------ |
| 1. | «Stop Little Lady»              | Френзель, Раффин | 7:19         |
| 2. | «Just Before the Sun Will Rise» | Френзель         | 7:39         |
| 3. | «The Work Is Done»              | Френзель         | 6:00         |
| 4. | «Flesh and Blood»               | Френзель         | 3:29         |
| 5. | «Pandemonium»                   | Френзель         | 6:36         |
| 6. | «Let Us Do It Now»              | Френзель         | 11:13        |

## Участники записи
- Бернд Кошмиддер — бас-гитара
- Рейнхольд Соббота — орган
- Бернд Носке[нем.] — ударные, вокал
- Бруно Френзель — гитара, вокал